# Соленоид
Соленоидът (от гръцки: σολήνα (солина) – канал, тръба, и ειδός (ейдос) – подобен, приличащ на) е разновидност на електромагнита и представлява намотка под формата на цилиндър, значително по-дълъг от диаметъра си. Във физиката и електротехниката терминът соленоид се отнася за дълъг тънък проводник, навит без феритно магнитно ядро или навит върху управляема подвижна сърцевина, при което се създава магнитно поле от преминаването на електрически ток през соленоида. Поради голямата си дължина уредът позволява да се създаде относително равномерно магнитно поле във вътрешността. Чрез соленоидите се създават контролирани магнитни полета или намират приложение като мощни електромагнитни устройства за разни производствени цели. Терминът соленоид се използва повече за означаване на процес и се подразбира създаването на управляемо постоянно или променливо магнитно поле чрез електрически ток в обем от пространството, където се правят експерименти или извършва конкретна производствена дейност. В техническия речник технически реализираният еквивалент на соленоида се обозначава като бобина.

## Приложение
Соленоидите за постоянен ток позволяват реализирането на точни линейни движения. Затова се използват при изграждането на линейни електродвигатели, приложими в съвременните машини и съоръжения на изчислителната техника, автоматизираните машини и роботостроенето. Соленоидите намират приложение при управлението на автоматизирани процеси, по управление на хидравлични устройства, електромагнитни клапани за управление на двигатели и работните им режими, в битовата техника по отваряне или затваряне на заключващи автомати и др.
Соленоидите, работещи с променлив ток, се използват като източници за индукционно нагряване на електропроводящи материали вследствие на токове на Фуко за нагряване в индукционни пещи.